# ZenFone 2
ZenFone 2 è uno Smartphone Android uscito nel 2015 prodotta da ASUS, la seconda serie Smartphone di ZenFone.

## Descrizione
Il primo smartphone top di gamma dell'azienda taiwanese, e ZenFone Zoom (ZX550), camera-phone caratterizzato dall'obiettivo posteriore da 13 MP con zoom ottico 3x, zoom digitale 12x, autofocus laser, stabilizzazione OIS e doppio flash LED dual-tone. 
Durante il 2015, a questi due modelli si sono aggiunti il base di gamma ZenFone C, i dispositivi di fascia medio-bassa ZenFone Go, ZenFone 2E e ZenFone 2 (ZE550CL) e i device di fascia media ZenFone Laser (presente in versioni con schermo da 5, 5.5 e 6 pollici), Zenfone Max ZC550KL, caratterizzato dalla batteria da 5000 mAh - con durata dichiarata di fino a 38 ore in conversazione e 914 in standby. Zenfone Selfie, caratterizzato dalla fotocamera anteriore da 13 MP con flash, e Zenfone 2 (ZE550ML).
Sempre durante il 2015, sono state presentate due versioni speciali del flagship ZE551ML: la Deluxe Edition, con la back cover "Illusion Case" e tagli di memoria maggiori, e la Special Deluxe Edition, che aggiungeva anche smussature rosse, il taglio da 256 GB di memoria interna e un diverso processore.
Lo ZenFone 2 è stato premiato come "top design" in innovazione, ergonomia e funzionalità all'IF Product Design Award.